# Justus von Liebig

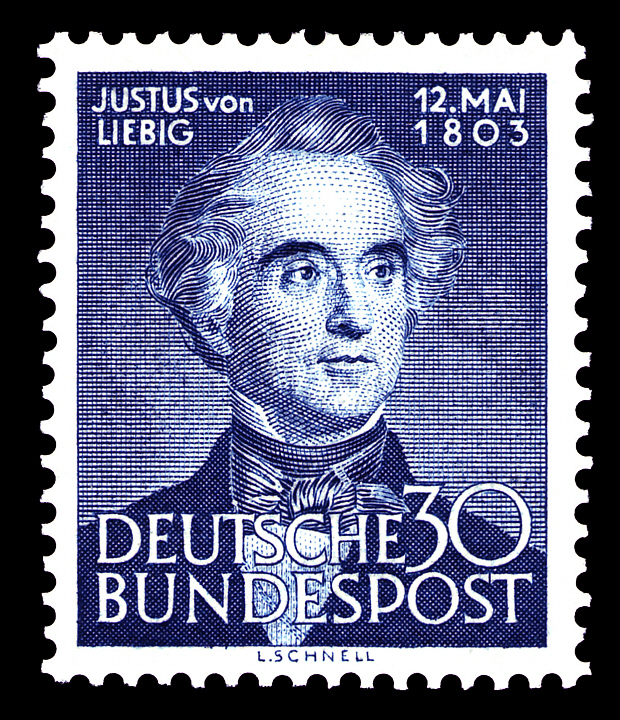
Justus von Liebig

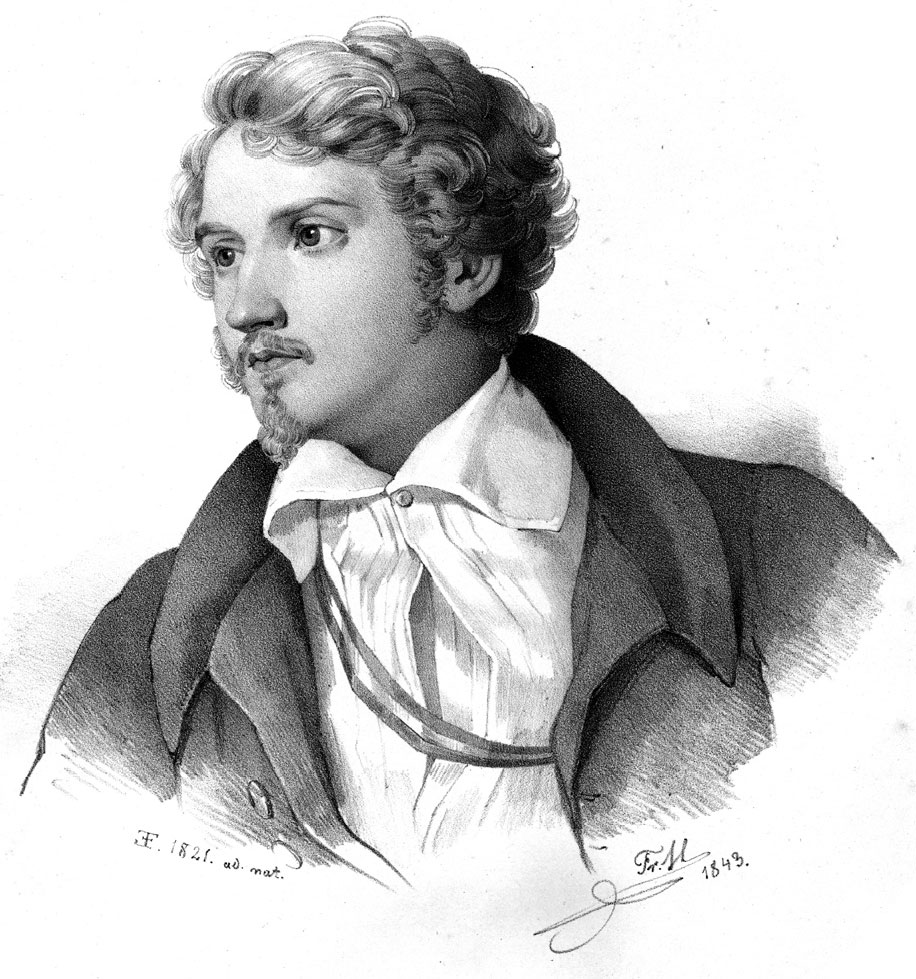
Justus von Liebig

Justus von Liebig (n. 12 mai 1803, Darmstadt, Marele Ducat Hessa – d. 18 aprilie 1873, München, Imperiul German) a fost un chimist și inventator german, cunoscut mai ales pentru contribuțiile sale în domeniul chimiei organice și aplicațiilor acesteia în agricultură.

## Viața
S-a născut în Germania, în orașul vechi (Altstadt) din Darmstadt, fiind al doilea născut din cei zece copii ai proprietarului unei drogherii, Georg Liebig, și a soției acestuia, Maria Caroline. Casa în care s-a născut era pe strada Große Kaplaneigasse 30, în timp ce drogheria tatălui său era situată pe Ochsengasse.
Nu a fost un elev strălucit, dar i-a plăcut să facă experiențe de chimie în magazinul tatălui său. A fost obligat să întrerupă școala când, în timpul unei ore de curs, servieta sa a luat foc pe neașteptate.
În perioada 1817-1818 a ucenicit pe lângă farmacistul Werle, din Heppenheim, dar a fost dat afară și de aici, când, în urma unor experiențe, a reușit să facă o gaură în acoperișul casei farmacistului.
Deși nu avea bacalaureatul, în 1820 și 1821 a studiat chimia la Bonn și Erlangen. Cu ajutorul unei burse acordate de marele duce Ludwig I, a reușit să finalizeze studiile în 1822 la Paris.
La recomandarea lui Alexander von Humboldt, a devenit în 1824 profesor de chimie în localitatea Gießen.
În 1825 s-a căsătorit cu Henriette Moldenhauer, cu care a avut cinci copii.
În 1845, datorită meritelor sale științifice, a primit rangul de baron ("Freiherr") de la marele duce Ludwig II. Din acel moment numele său oficial a devenit Justus Freiherr von Liebig.
Din 1852 s-a mutat la München, devenind consilier științific al regelui Maximilian al II-lea al Bavariei. Ulterior, a ajuns președintele Academiei de Științe a Bavariei.
În ultimii ani de viață a fost suferind, și a murit pe 8 aprilie 1873 la München, unde a fost înmormântat.

## Contribuții
Liebig este considerat întemeietorul chimiei pentru agricultură. Cea mai cunoscută invenție a sa a fost extrasul din carne, care îi poartă numele.
Tot el a descoperit cloroformul, primul gaz folosit de medici ca anestezic în cursul operațiilor.
În 1851, Justus von Liebig a descoperit un procedeu practic de precipitare a argintului metalic pe o suprafață de sticlă, ceea ce a permis o fabricare mai ușoară a oglinzilor.
În prezent, în onoarea sa, Universitatea din Gießen se numește Justus-Liebig-Universität.